# الکس نملی
الکس نملی (به انگلیسی: Alex Nimely) بازیکن فوتبال انگلیسی است.او متولد ۱۱ می ۱۹۹۱ در انگلستان است و به عنوان بازیکن تاکنون در تیم‌های کاتن اسپرت گارنا و منچستر سیتی و بازی کرده‌است.